# Ouhoud Ben Aoun
Ouhoud Ben Aoun, née le 25 janvier 2003, est une taekwondoïste tunisienne.

## Carrière
Ouhoud Ben Aoun est médaillée d'argent des moins de 53 kg aux championnats d'Afrique 2022 à Kigali, s'inclinant en finale face à la Marocaine Oumaima El Bouchti.
Elle est ensuite médaillée d'or dans la catégorie des moins de 53 kg aux Jeux africains de 2023 à Accra, s'imposant en finale face à l'Ivoirienne Bouma Ferimata Coulibaly.